# پیت سندوال
پیت سندوال (انگلیسی: Pete Sandoval؛ زادهٔ ۲۱ مهٔ ۱۹۶۴) طبل‌زن اهل ایالات متحده آمریکا است. وی از سال ۱۹۸۶ میلادی تاکنون مشغول فعالیت بوده است.